# Ваба
Ваба — подвывка волков, для определения перед охотой местопребывания и численности волчьего выводка. По времени ваба бывает вечерняя или утренняя, и производится следующим образом: вабельщик усаживается на пути следования волков на кормы или с кормов, преимущественно на поляне или в поле, и, укрываясь за кустами или деревьями, припадает на колени и начинает выть, протяжно, дико и гнусливо, вначале сравнительно тихо, потом, постепенно возвышая тон, во всю силу груди, и, наконец, — вдруг переходя в начальный же тон. 
Некоторые охотники вабят в кулак, другие же в глиняный кувшин с разбитым дном. Услышав вабу, волки начинают отзываться: у матёрого (старого) самца голос очень груб и басист; у самки — выше и тоньше; у переярков — ещё тоньше, и они воют, как будто жуют что-то; молодые же воют схоже с отрывистым лаем молодых собак, иногда взвизгивая и ворча. Иногда вабой пользуются для того, чтобы подманить волков на близкое расстояние.
Ваба также применяется для заманивания на охоте и на других зверей и птиц.